# Sihao Luyan
Sihao Luyan (chinesisch 四号颅岩 ‚Schädelfelsen Nr. 4‘) ist ein 62 m hoher Felsvorsprung an der Ingrid-Christensen-Küste des ostantarktischen Prinzessin-Elisabeth-Lands. Er ragt als südlichster einer Reihe von vier isolierten Felsen auf der Ostseite der Halbinsel Stornes auf. Die anderen sind in ihrer Reihenfolge von Norden nach Süden der Yihao Luyan, der Erhao Luyan und der Sanhao Luyan.
Chinesische Wissenschaftler benannten ihn 1991 im Zuge von Vermessungs- und Kartierungsarbeiten.